# 吴小红
吴小红（1964年3月24日—），女，新疆乌鲁木齐人，中国科技考古学者，北京大学博雅特聘教授，教育部长江学者特聘教授。主要研究方向为科技考古与考古年代学。

## 生平
1981年考入北京师范大学化学系，先后获得理学学士、硕士学位。1988年至1993年，在北京市物理化学分析研究中心担任助理研究员。1993年进入北京大学技术物理系攻读博士学位。1996年博士毕业之际，正值全国“夏商周断代工程”刚刚启动。在导师刘元方院士的建议下，进入北京大学考古学系（1997年改称北京大学考古文博院，2002年改称北京大学考古文博学院）工作。2007年晋升教授。
吴小红和张弛教授等人合作完成“中国仙人洞遗址两万年陶器”一文，发表在2012年6月28日的美国《科学》杂志上，将中国早期陶器出现的时间确定为大约两万年前。这一研究成果最终入选2012年度世界十大考古发现。
2021年2月1日，国家文物局考古研究中心与北京大学考古文博学院签订战略合作协议，共建”年代学与动植物考古实验室“，吴小红担任实验室主任。

## 荣誉
- 入选2014年国家百千万人才工程、获“有突出贡献中青年专家”荣誉称号（2015年）[4]
- 入选教育部“长江学者奖励计划”特聘教授（2017年）

## 学术兼职
- 国家文物局考古年代学重点科研基地主任
- 国家文物局考古研究中心与北京大学考古文博学院考古年代学联合实验室主任
- 中国考古学会理事
- 中国文物保护技术协会理事
- 中国考古学会考古年代学专业委员会主任
- 中国文化遗产标准委员会委员

## 出版物
- 崔剑锋; 吴小红. . 北京大学震旦古代文明研究中心学术丛书. 文物出版社. 2008. ISBN 9787501023851.
- 黄维; 陈建立; 王辉; 吴小红. . 北京大学出版社. 2013. ISBN 9787301220894.